# Cratere Aneirin
Aneirin  è un cratere sulla superficie di Mercurio.